# Parthas Verlag
Der Parthas Verlag (Eigenschreibweise: parthas verlag) ist ein Buchverlag mit Sitz in Berlin. Zu seinen Schwerpunkten gehören Kunst- und Kulturgeschichte, Kunstwissenschaft, Literatur und Lexika.

## Geschichte
Der Verlag wurde 1986 als Offprint-Druck und Papier-Veredelungs-GmbH in Göttingen gegründet. Ab 1991 hieß das Unternehmen parthas Verlag und Agentur GmbH. 1997 wurde der Hauptsitz des Unternehmens nach Berlin verlagert und in parthas verlag GmbH umbenannt. Ab 1999 war dann die Berliner vorwärts Verlagsgesellschaft, Verlag des SPD-Parteiorgans Vorwärts und vollständige Tochter der SPD-Medienholding ddvg, Hauptanteilseigner, Geschäftsführer wurde Klaus Wettig. Nachdem dieser aus dem Unternehmen ausgeschieden war, übernahm Gabriela Wachter (Geschäftsführerin des Deutschen Kunstverlages von 2011 bis 2014) den Verlag und führt ihn seit 2007 als unabhängiges Unternehmen weiter. Die alte GmbH wurde nach Millionenverlusten liquidiert.

## Profil
Neben der Bildlexikon-Reihe bilden den Schwerpunkt des Verlags Bücher zu Kunst, Kulturgeschichte, Literatur, Philosophie und Musik. Zu den bekanntesten Autoren des Verlags gehören Gerhard Rühm, Jennifer Higgie, Volker Kühn, Gustave Flaubert und Michael H. Kater. Das bekannteste Buch des Verlags ist Lee Seldes' Das Vermächtnis Mark Rothkos.